# Monte San Martino
Monte San Martino település Olaszországban, Marche régióban, Macerata megyében. Lakosainak száma 698 fő (2023. január 1.). Monte San Martino Amandola, Montefalcone Appennino, Santa Vittoria in Matenano, Smerillo, Servigliano és Penna San Giovanni községekkel határos.

## Népesség
A település lakossága az elmúlt években az alábbi módon változott:
| Lakosok száma | 746  | 745  | 698  |
|               | 2017 | 2018 | 2023 |